# نظام على رقاقة

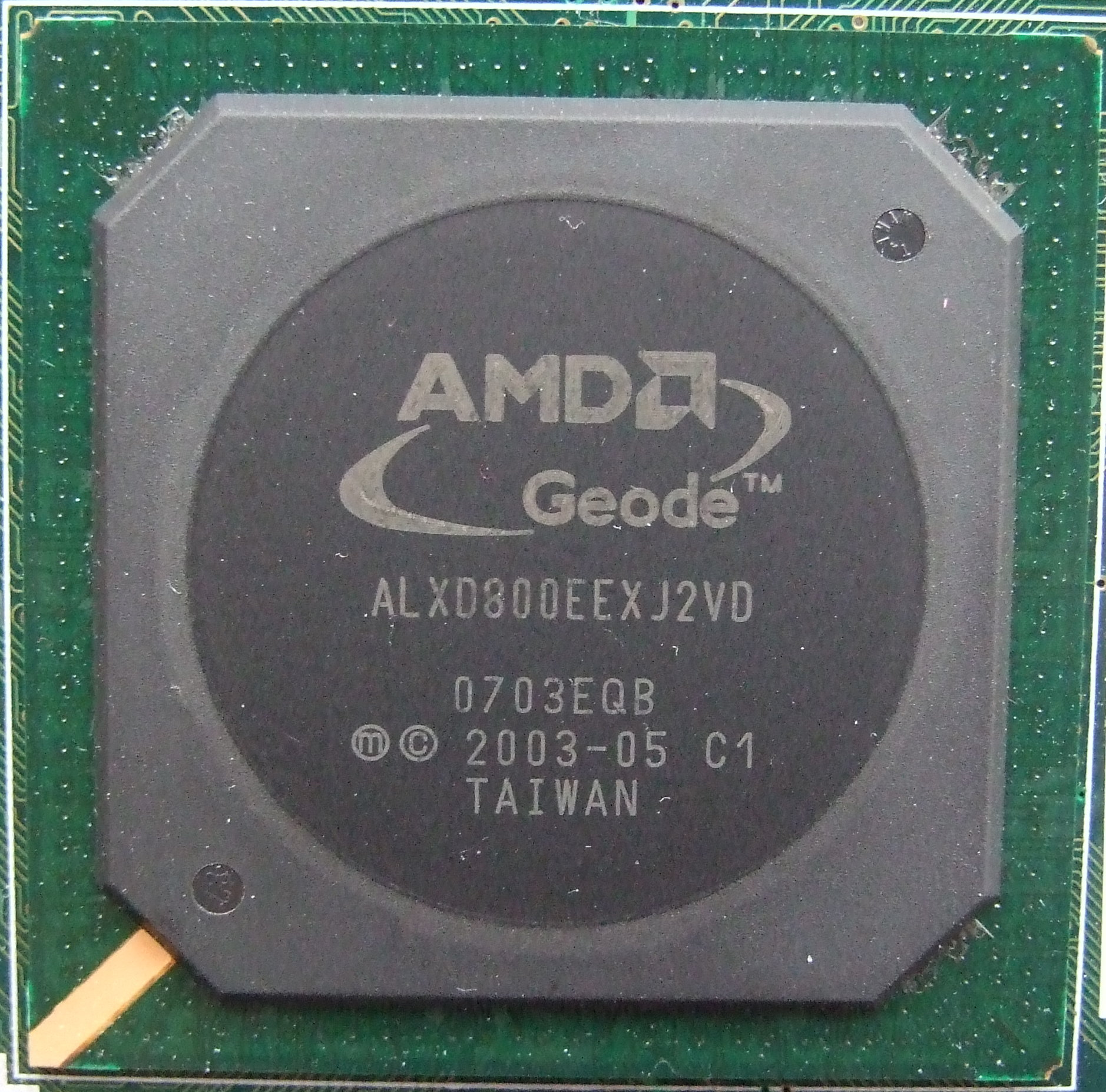

منظومة على رقاقة (بالإنجليزية: SoC System-on-a-chip)‏ وهي تعني ضم جميع أنظمة الحاسوب أو نظام إلكتروني على دارة متكاملة واحدة. والتي قد تحوي معالج إشارات رقمية وتماثلية وممزوجة وموجات الراديو في رقاقة وحدة. وتستخدم غالبًا في الأنظمة المضمنة. وتختلف عن المتحكمات الدقيقة في إمكانية تشغيل إصدارات نظم تشغيل مثل لينكس وويندوز التي تحتاج رقاقة ذاكرة خارجية.